# Linnaemya media
Linnaemya media är en tvåvingeart som beskrevs av Zimin 1954. Linnaemya media ingår i släktet Linnaemya och familjen parasitflugor. Inga underarter finns listade i Catalogue of Life.